# Miodrag Anđelković
Miodrag Anđelković (serbe: Mиoдpaг Aнђeлкoвић) est un footballeur serbe né le 7 août 1977.